# Ponduru
Ponduru es una ciudad censal situada en el distrito de Srikakulam en el estado de Andhra Pradesh (India). Su población es de 12640 habitantes (2011). Se encuentra a 99 km de Visakhapatnam y a 19 km de Srikakulam. 

## Demografía
Según el censo de 2011 la población de Ponduru era de 12640 habitantes, de los cuales 6111 eran hombres y 6529 eran mujeres. Ponduru tiene una tasa media de alfabetización del 73,04%, superior a la media estatal del 67,02%: la alfabetización masculina es del 81,53%, y la alfabetización femenina del 65,26%.